# José María Vilaseca
José Jaime Sebastián Vilaseca Aguilera (Igualada, España, 19 de enero de 1831 - Tacubaya, Ciudad de México, México, 3 de abril de 1910), conocido como el Padre José María Vilaseca, fue un Sacerdote Católico, fundador de la Congregación de los Misioneros de San José y la Congregación de Hermanas Josefinas.

## Vida y obras
Sus padres fueron Jaime Vilaseca y Francisca Aguilera, quienes le inculcaron el santo temor de Dios. Recibió las primeras lecciones de parte de los padres de las Escuelas Pías. Tiempo después su familia se trasladó a Barcelona donde tomó algunas lecciones de matemáticas y dibujo con la finalidad de seguir la carrera de mecánico, como era el deseo de su padre, pero su vocación sacerdotal se impuso.
A los dieciocho años de edad ingresó al Seminario diocesano como alumno externo, destacándose tanto por sus virtudes como por su dedicación en el estudio, ya que no se limitaba a leer los libros de texto sino que solía acudir a la biblioteca para consultar otros autores. 
En 1851, el padre Buenaventura Armengol llegó a Barcelona con la finalidad de buscar vocaciones destinadas a México, país al que había llegado en 1844 para establecer la Congregación de la Misión. El joven José María vio en esta visita la oportunidad que buscaba para convertirse en sacerdote misionero y decidió ponerse a sus órdenes. Partió de Barcelona el 27 de diciembre de 1852 rumbo a Cádiz, de donde finalmente zarpó el 1 de febrero de 1853, llegando a las costas de Veracruz el 19 de marzo. El 2 de abril de ese mismo año inició su noviciado y profesó exactamente tres años después, añadiendo el nombre de María al que había recibido en el bautismo.
Posteriormente, el 20 de diciembre de 1856, cuando contaba con veinticinco años de edad, recibió la ordenación sacerdotal de manos de Monseñor Lázaro de la Garza y Ballesteros. 
Inició su ministerio como capellán en el hospital de San Juan de Dios; después de enfermar de tifo fue designado como confesor ordinario de las Hermanas de la Caridad y de las Hijas de María. En 1859 fue enviado como rector al seminario de Monterrey y en 1860 pasó como rector al colegio y seminario menor de Saltillo. De 1865 a 1870 se dedicó a las misiones en el norte del país, específicamente en los estados de Coahuila, Nuevo León y Tamaulipas. Más tarde se le encargó la capellanía del hospital de San Andrés, en el cual conoció a Cesárea de Esparza y Dávalos, quien sería la primera Superiora del Instituto de las Hijas de María Josefinas.
En esta época fundó el Colegio Clerical del Señor San José, el Instituto de Misioneros Josefinos y la Congregación de las Hijas de María Josefinas. 
También instaló una pequeña imprenta e inauguró las ediciones de la Biblioteca Religiosa. En su imprenta religiosa publicó numerosas obras entre las que se encontró “Siete solemnes mentís contra los protestantes, el protestantismo y la francmasonería”, libro que causó la ira del gobierno provocando el encarcelamiento del padre Vilaseca, cuatro sacerdotes seculares y unos padres Jesuitas y Pasionistas el 20 de mayo de 1873. Hacia final de mes se les excarceló con la condición de no salir de la ciudad y presentarse diariamente a la alcaldía; finalmente el 15 de octubre de ese mismo año el padre Vilaseca fue conducido a Veracruz y desterrado a Europa.
Durante su destierro dirigió sus obras a distancia y visitó a S.S. Pío IX para informarle de éstas, pedirle una especial bendición y ofrecerle un cáliz en nombre de las Hijas de María Josefinas, así como el óbolo de la Asociación. Tiempo después se entrevistó en París con el embajador de México, Manuel Romero Rubio, quien le aseguró que podía regresar a México, razón por la cual viajó a La Habana para esperar la resolución del gobierno mexicano, la cual le fue favorable. Fue recibido con júbilo el 15 de enero de 1875 en Ciudad de México tanto por los miembros de sus obras como por la sociedad en general.

## Muerte
El padre Vilaseca sufría de enfisema pulmonar. Ya en 1905 la enfermedad se agravó de tal manera que el médico sugirió la administración de los últimos sacramentos; sin embargo ese mismo día tuvo una sorprendente mejoría que le permitió vivir varios años más. El 1 de abril de 1910 llegó al Hospital Escandón de Tacubaya, en Ciudad de México, para bendecir la capilla y los nuevos salones; al estar orando frente al Santísimo sintió vértigo, fue conducido a su aposento y se le administraron los últimos sacramentos pero los médicos ya no pudieron hacer nada por él.
Estuvo en agonía hasta el 3 de abril, día en el que finalmente falleció.
Familia Josefina
Actualmente la Familia Josefina fundada por el P. Vilaseca está compuesta por los Laicos Josefinos, los Misioneros Josefinos y las Hermanas Josefinas.  Se encuentran sirviendo a Dios como aprendieron del P. Vilaseca, en diversos países del mundo: Estados Unidos, México, Guatemala, El Salvador, Costa Rica, Puerto Rico, Venezuela, Perú, Chile, España, Italia y Angola.